# José Luis Jordán Peña
José Luis Jordán Peña (Alicante, 13 ottobre 1931 – Madrid, 9 settembre 2014) è stato un ingegnere spagnolo.
Tecnico superiore nel campo delle telecomunicazioni, è diventato noto per le sue attività nel campo dell'ufologia e in particolare per avere rivendicato la scrittura, a partire dal 1966, di un gran numero di lettere dattiloscritte, talvolta illustrate da schizzi con matite colorate, fatte passare per messaggi extraterrestri scritti dagli abitanti del presunto pianeta Ummo e indirizzate agli abitanti della Terra.

## Biografia
Ingegnere e tecnico superiore in telecomunicazioni, diviene professore di matematica, fisica ed elettronica in un istituto tecnico. Appassionato di parapsicologia, è tra i fondatori della Sociedad Española de Parapsicologia, per cui costruisce alcuni apparecchi per ricerche sul paranormale; in seguito diviene vice presidente dell'associazione. Le sue investigazioni nel campo del paranormale gli permettono di familiarizzarsi con i falsi medium, l'illusionismo e i trucchi dei prestigiatori. I suoi interessi culturali si allargano all'esoterismo, la filosofia, la storia delle religioni e l'antropologia culturale.
Peña studia varie lingue, redige diverse pubblicazioni scientifiche e mantiene contatti con scienziati di diversi Paesi. Parallelamente svolge un'intensa attività contro le sette. In una lettera all'ufologo Raphael Farriols scrive: "Ho conosciuto un agente della Brigata Sociale che ho reincontrato ad un gruppo della Compagnia di Gesù chiamato la Fede Cattolica e diretto da padre Sánchez de León. Noi ci siamo impegnati a denunciare alle autorità franchiste i protestanti, i testimoni di Geova, i massoni...". All'inizio degli anni sessanta, frequenta alcuni corsi di psicologia industriale. In seguito, preferendo presentarsi come psicologo, lascia l'insegnamento di materie tecniche e comincia a lavorare nel dipartimento del personale di un'importante impresa di costruzioni.

## Attività in ufologia
All'inizio del 1966 Peña entra in contatto con l'associazione Gli amici dei visitatori dello spazio, di cui è animatore Fernando Sesma Manzano. Il 6 febbraio dello stesso anno, Peña afferma di avere visto un UFO ad Aluche, un piccolo centro vicino a Madrid, mentre tornava a casa in automobile. Il fatto ha altri due testimoni, uno dei quali telefona al giornalista José Luis Pimentel della rivista Porquè , l'altro scrive tre settimane più tardi al giornalista Eugenio Danyans, dicendo che un suo amico, l'ingegnere Vicente Ortuño, è stato testimone dell'avvistamento. Ortuño racconta di avere visto l'UFO dal balcone della sua casa e la sua testimonianza conferma il racconto di Peña.
Dopo l'avvistamento di Aluche, Peña comincia ad interessarsi attivamente di ufologia, collaborando con Sesma Manzano, che comincia a ricevere lettere scritte a macchina da sedicenti extraterrestri provenienti dal pianeta Ummo. Il 1º giugno 1967 viene avvistato un UFO a San José de Valderas e Peña collabora alle indagini: rintraccia ed intervista i testimoni, acquisisce le fotografie che uno di essi aveva scattato ed effettua un sopralluogo nel punto del presunto atterraggio, trovando dei tubi di metallo contenenti uno strano materiale plastico. L'avvistamento è definito "un caso perfetto" dagli ufologi spagnoli Antonio Ribera e Raphael Farriols, che vi dedicano un libro.
Nel frattempo le lettere dei presunti extraterrestri continuano ad arrivare a diverse persone, soprattutto in Spagna e Francia. Nel 1970 Peña lascia l'associazione di Sesma Manzano e fonda un proprio gruppo chiamato Eridani, che si dedica a studi sul caso Ummo e che sarà attivo fino al 1975. Nel 1988 il giornalista spagnolo Javier Serra scopre che l'ingegner Ortuño, l'altro testimone dell'avvistamento UFO di Aluche, era amico di vecchia data di Peña. Nello stesso anno, Peña è colpito da un ictus, i cui postumi gli lasciano difficoltà di parola e di movimento.
Nel 1993, con una lettera all'ufologo Raphael Farriols, Peña confessa di essere il vero autore delle lettere inviate dai presunti extraterrestri di Ummo. Pochi mesi dopo, Peña pubblica un articolo sulla rivista spagnola La Alternativa Racional, in cui spiega di avere montato l'imbroglio per verificare una sua teoria personale sulla "Sindrome di Anubi", uno strana specie di paranoia che affliggerebbe l'80% dell'umanità inducendola ad essere credulona nei confronti di cose come l'ufologia e il paranormale.
Egli affermò di avere scritto le lettere usando la macchina da scrivere che aveva in casa e quella che aveva in ufficio e di averle spedite approfittando di viaggi all'estero. Peña confessò anche di avere falsificato le foto e le tracce degli atterraggi degli UFO avvistati ad Aluche e a San José de Valderas, spiegandone i dettagli all'ufologo spagnolo Manuel Carballal; egli rivelò che il materiale plastico trovato sul luogo dell'atterraggio dell'UFO di San José de Valderas, allora sconosciuto perché fuori commercio, era costituito da Tedlar (fluoruro di polivinile) usato dalla NASA e lui ne aveva avuto una piccola quantità da un ingegnere dell'ente spaziale che in quel periodo si trovava in Spagna.

## Controversie
Fernando Sesma Manzano sarebbe stato avvisato dell'arrivo delle lettere spedite dagli extraterrestri di Ummo mediante una telefonata ricevuta il 14 gennaio 1966; a telefonare sarebbe stato Peña, che avrebbe fatto uso di un apparecchio elettrico di sua costruzione per deformare la voce. Alcuni però mettono in dubbio questa circostanza, ritenendo che non è possibile conoscere con certezza la data in cui Sesma Manzano ha ricevuto le prime lettere. La confessione con cui Peña si è attribuito la paternità delle lettere Ummite non ha convinto i fautori dell'ipotesi extraterrestre.
Lo scienziato che ha scritto il libro Ummo, le vrais extraterrestres con lo pseudonimo di Jean Pollion e la cui vera identità rimane sconosciuta, sostiene che le confessioni di Peña sono false in virtù del suo stato di salute: a causa dell'ictus che lo ha colpito nel 1988 lasciandogli difficoltà di parola e di movimento, egli non può avere scritto e spedito le lettere che gli Ummiti avrebbero inviato tra il 1988 e il 1993. Secondo l'ufologo francese Jean-Pierre Petit, Peña si sarebbe attribuito la paternità delle lettere su richiesta degli stessi Ummiti. Altri "credenti" dubitano invece che un solo individuo abbia potuto tenere in piedi per tanti anni un simile imbroglio, scrivendo un vasto epistolario che avrebbe richiesto una cultura enorme.
Secondo altri, Peña può essere stato l'autore delle lettere, almeno nei primi anni, ma non avrebbe agito da solo. In particolare si sono avanzate tre ipotesi:
- c'è stato l'intervento della CIA, che voleva fare un test sulle reazioni della popolazione di fronte ad un ipotetico incontro con gli extraterrestri; non si spiegherebbe però come mai questo test è stato condotto proprio in Spagna, lontano dagli USA;
- altri al contrario evocano l'intervento del KGB, affermando che il modello socialista ummita è vicino al modello socialista dell'URSS; non si spiegherebbe però la pretesa ossessione religiosa degli abitanti di Ummo, che emerge dalle lettere;
- altri ancora, come il giornalista scettico inglese Peter Rogerson, chiamano in causa un gruppo di militanti antifranchisti, dal momento che le lettere degli extraterrestri erano una scusa per fare circolare in Spagna alcune affermazioni contrarie al regime; una riprova di ciò sarebbe costituita dal fatto che dopo la morte di Francisco Franco avvenuta nel 1975, le lettere ummite sono diventate più rare.

Altri ancora ritengono che Peña avrebbe agito da solo, fatta eccezione per certe lettere che sono state scritte da altri. Avendo una buona cultura, Peña era in grado di scrivere su parecchi argomenti. Inoltre, l'insieme delle lettere possiede una forte coerenza interna e i passaggi sui temi di carattere sessuale sembrano coerenti con i fantasmi del suo autore. In questo caso si evoca una montatura mitomaniaca, legata ad un'esperienza personale molto particolare. Anche l'ufologo Luis R. González Manso ritiene che Peña sia stato l'unico autore dell'imbroglio, con la collaborazione di alcuni complici che lo avrebbero aiutato a spedire alcune delle lettere e a falsificare le fotografie degli UFO e le tracce dei loro atterraggi.